# 11104 Airion
11104 Airion este un asteroid din centura principală de asteroizi.

## Descriere
11104 Airion este un asteroid din centura principală de asteroizi. A fost descoperit pe 6 octombrie 1995 la observatorul AMOS din Haleakala. Asteroidul prezintă o orbită caracterizată de o semiaxă mare de 2,94 ua, o excentricitate de 0,11 și o înclinație de 11,5° în raport cu ecliptica.